# Thèreval
Thèreval is een gemeente in het Franse departement Manche (regio Normandië). De plaats maakt deel uit van het arrondissement Saint-Lô. Thèreval is op 1 januari 2016 ontstaan door de fusie van de gemeenten La Chapelle-en-Juger en Hébécrevon. De gemeente telde 1.781 inwoners op 1 januari 2022.

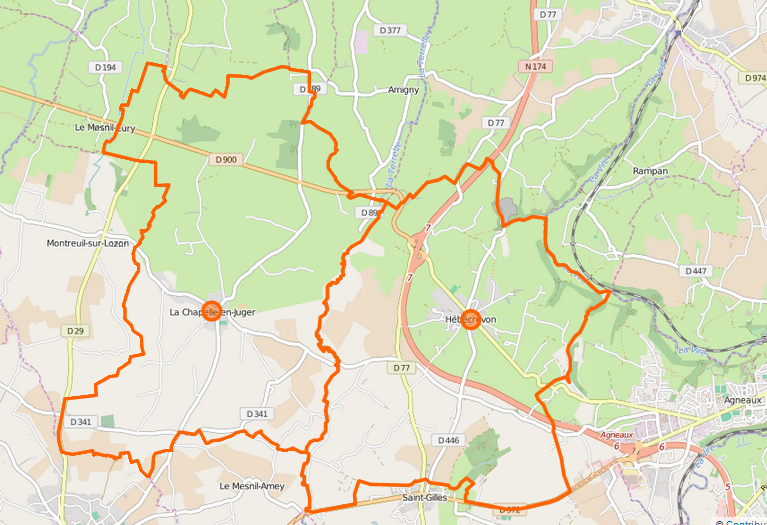
Kaart van de fusie met omgeving

## Geografie
De oppervlakte van Thèreval bedroeg op 1 januari 2022 28,39 vierkante kilometer; de bevolkingsdichtheid was toen 62,7 inwoners per km².

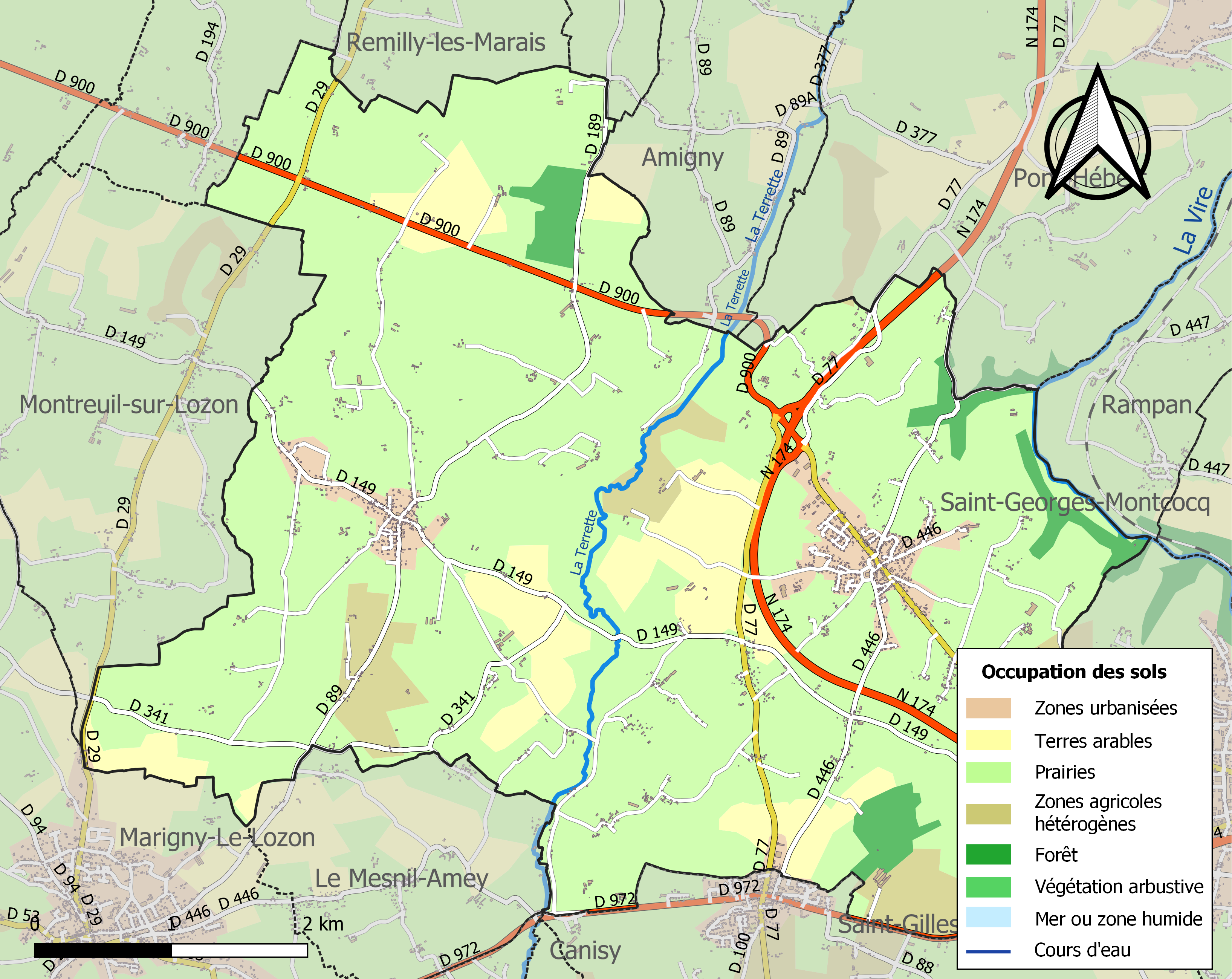
Kaart van de gemeente met de belangrijkste infrastructuur, bodemgebruik en omliggende gemeenten